# Kenneth Tarver
Kenneth Tarver es un tenor estadounidense reconocido internacionalmente por sus interpretaciones de óperas de Mozart y Rossini, así como por su amplio repertorio operístico y sinfónico que abarca desde el Barroco hasta la música contemporánea. Ha actuado en las principales casas de ópera y festivales del mundo.

## Primeros años y formación
Tarver nació en Detroit, Míchigan. Estudió en la Interlochen Arts Academy y obtuvo el título de Bachelor of Music en interpretación vocal en el Conservatorio de Música de Oberlin. Posteriormente, cursó un Master of Music en la Escuela de Música de Yale y participó en el programa para jóvenes artistas de la Metropolitan Opera en Nueva York.

## Carrera

### Ópera y conciertos
Ha cantado con importantes orquestas como la Seattle Symphony, la Filarmónica de Nueva York y la London Symphony Orchestra. Se ha presentado en escenarios como los BBC Proms, la Carnegie Hall y el Concertgebouw de Ámsterdam.
En ópera, ha interpretado papeles principales en teatros como la Metropolitan Opera, la Royal Opera House en Covent Garden, la Ópera Estatal de Baviera, la Ópera Estatal de Viena, el Teatro Real, la Deutsche Oper Berlin y la Staatsoper Unter den Linden. Sus papeles incluyen Don Ottavio (Don Giovanni), Ferrando (Così fan tutte), Tamino (La flauta mágica), Idomeneo (Idomeneo), Tito (La clemencia de Tito), Almaviva (El barbero de Sevilla), Don Ramiro (La Cenerentola), Lindoro (La italiana en Argel), Rodrigo (Otello) y el papel titular de Sigismondo.
Su repertorio de conciertos incluye obras de Hector Berlioz (Los troyanos, Romeo y Julieta, Beatriz y Benedicto), Georg Friedrich Händel (El Mesías, Belsasar, Josué, Judas Macabeo) y Johann Sebastian Bach (Pasión según San Mateo, Pasión según San Juan, Misa en si menor, Magnificat).
Participó en festivales como Festival de Aix-en-Provence, Festival Internacional de Edimburgo, Festival de Verbier, Festival de Lucerna, Tanglewood, Festival Händel de Gotinga y el Festival de Música del Rin. En el festival Rossini in Wildbad interpretó numerosos roles poco conocidos de Rossini.
Su repertorio incluye también obras de Ludwig van Beethoven, Igor Stravinski, Joseph Haydn, Claudio Monteverdi, Jean-Philippe Rameau, Tommaso Traetta y Rodion Shchedrin. Ha cantado en escenarios como La Monnaie, el Teatro Colón, Opera Australia, el Teatro Bolshói, la Ópera de Israel y el Musikverein de Viena.

### Directores destacados
Ha trabajado con directores como:  
Claudio Abbado, Pierre Boulez, Sir Colin Davis, Riccardo Chailly, James Levine, Alberto Zedda, Kent Nagano, Gustavo Gimeno, René Jacobs, Laurence Cummings, Teodor Currentzis, Gianluca Capuano, Christophe Rousset, Nikolaus Harnoncourt, Giovanni Antonini, Carlo Rizzi, Robin Ticciati, Antonino Fogliani, Ivor Bolton, Ludovic Morlot, Bernard Haitink, Sir Mark Elder, Maurizio Benini, Ádám Fischer, Frans Brüggen, Daniel Harding, Gianluigi Gelmetti, Jesús López-Cobos, Louis Langrée, Bobby McFerrin, Keri-Lynn Wilson, Nathalie Stutzmann y Valery Gergiev.

### Producciones destacadas
Entre sus producciones más relevantes se encuentran:  
- **Royal Opera House, Covent Garden** – Falstaff (Fenton), Otello (Rodrigo), Così fan tutte (Ferrando), La Cenerentola (Don Ramiro)
- **Seattle Symphony** – Perséfone, Romeo y Julieta, Réquiem (Berlioz), Sinfonía n.º 9 (Beethoven)
- **Filarmónica de Nueva York** – El rapto en el serrallo (Belmonte), El Mesías
- **London Symphony Orchestra** – Los troyanos (Iopas), Romeo y Julieta, Beatriz y Benedicto, Pulcinella
- **Staatsoper Unter den Linden** – Belsasar, El barbero de Sevilla, Antígona (Traetta), El rapto en el serrallo
- **BBC Proms** – Los troyanos (Iopas), Pulcinella
- **Rossini in Wildbad** – Roles en Sigismondo, Eduardo e Cristina, La gazza ladra, Bianca e Falliero, L’inganno felice, L’occasione fa il ladro
- **Festival de Edimburgo** – Armida (Gernando), La donna del lago (Uberto), Romeo y Julieta
- Otras actuaciones en Teatro Carlo Felice, Ópera de Montecarlo, Opera Vlaanderen, Ópera Nacional de los Países Bajos, Ópera Nacional de París, La Monnaie, Teatro Real, Deutsche Oper Berlin, Semperoper, Ópera Estatal de Viena, Teatro Colón, Musikverein, Ópera Nacional de Bergen, Internationale Bachakademie Stuttgart y más.

## Discografía
Ha grabado para sellos como Deutsche Grammophon, LSO Live, Harmonia Mundi, Sony Classical, Naxos, BR-Klassik, MDG y BBC Opus Arte.

### Rossini
- Sigismondo
- Eduardo e Cristina
- Bianca e Falliero
- La gazza ladra
- La donna del lago
- Aureliano en Palmira
- El viaje a Reims
- Petite messe solennelle
- Paventa Insano

### Mozart
- Don Giovanni
- Così fan tutte
- Lucio Silla
- Idomeneo
- Mozart & Salieri – Arias y Oberturas

### Berlioz
- Romeo y Julieta
- Los troyanos
- Beatriz y Benedicto
- La mort d’Orphée
- Les nuits d'été
- Grande Messe des Morts

### Händel
- Belsasar
- Judas Macabeo
- Josué
- El Mesías

### Otros
- Johann Sebastian Bach – Misa en si menor, Magnificat, Pasión según San Juan, Pasión según San Mateo
- Leonard Bernstein – A White House Cantata
- Igor Stravinski – Pulcinella
- Domènec Terradellas – Sesostri
- Arias de Giovanni Pacini y Saverio Mercadante
- Canciones de Charles Ives
- Giuseppe Verdi – Falstaff, Misa de Réquiem